# Tajemství Oslího ostrova
Tajemství Oslího ostrova (někdy zkráceně nazývaná Too) je počítačová hra, grafická point and click adventura, vyvinutá českými vývojáři v roce 1994 a zároveň první česká, celoplošně distribuovaná hra pro PC. 

## Příběh
Vznikla jako parodie na úspěšnou sérii Monkey Island, ve které v hlavní roli vystupuje postava Guybrushe Threepwooda (v Too Gajbraš Trípvůd). Děj navazuje první díl originální série The Secret of Monkey Island jakoby zastává díl druhý. Pirát Gajbraš Trípvůd přežil ztroskotání své lodi a snaží se dostat z ostrova obydleného mluvícími osly. Vlivem nespecifikované nehody zbylo na ostrově již jen pár oslů a oslí chrám, ten však obývá Gajbrašův nepřítel, pirát LeGek.

## Zpracování
Hra je v rozlišení 320x200 a obsahuje 25 lokací. Vyznamenal ji především humor. I když byla hra v českých periodikách nadhodnocována, zejména pro domácí původ, nedisponovala kvalitním grafickým zpracováním ani dostatečnou délkou hraní v porovnání s tituly vycházejícími v zahraničí. 
V roce 2000 byla hra uvolněna jako freeware. V roce 2023 vyšla hra v angličtině.

## Kompatibilita
Minimální požadavky hry byly PC s MS-DOS, CPU 286, 1 MB RAM, média 3,5" diskety a ovládání přes počítačovou myš. Na moderních počítačích s Microsoft Windows se hra obvykle hraje v emulátoru DOSBox. 